# مینوسی‌ها
تمدن مینوسی نخستین تمدن بزرگ اژه‌ای بود که در جزیره کِرِت یونان به شکوفایی رسید. ساکنان اولیه، حدود ۶۳۰۰ پیش از میلاد در آنجا ساکن شدند، این جزیره بین سال‌های ۲۲۰۰ و ۱۴۵۰ پیش از میلاد قدرتمند شد. ثروت آن در دوران برنز به خاطر رواج تجارت با دیگر شهرهای یونان، مدیترانه و مصر و سوریه بود. خوشبختی آن همچنین به خاطر خاک ارزشمند کرت بود که روغن و غلات فراوان تولید می‌کرد. مراکز اقتصادی پیرامون کاخ‌های ثروتمندان قرار داشت و بقایای آن در نقاط گوناگون جزیره یافت شده‌است.
این تمدن به خاطر مینوس، پادشاه افسانه‌ای کرت، تمدن مینوسی نام گرفته‌است. حدود ۱۷۰۰ سال پیش از میلاد آتش‌سوزی، کنسوس و کاخ‌های دیگر را خراب کرد و سپس شکوهمندتر از قبل بازسازی شدند. از آن زمان تا حدود ۱۵۰۰سال پیش از میلاد تمدن مینوسی در اوج بود.
هومر و یونانیان، کرت را با افسانهٔ پادشاه مینوس مرتبط می‌دانند و به همین دلیل فرهنگ عصر مفرغ در این منطقه به فرهنگ مینوسی معروف است.
اوج شکوفایی تمدن مینوسی به حدود دوهزار سال پیش از میلاد، زمانی که کاخ‌های عظیم کنوسوس، فیازتوس و مالیا بنا شدند بر می‌گردد. در این دوران اولین نوشته اژه‌ای منسوب به خط ا به وجود آمد. در سال ۱۶۲۶ پیش از میلاد زلزله‌ای بزرگ ناشی از فوران آتشفشان ثرا، شهرهای تمدن مینوسی را ویران کرد. بعد از ویرانی، اقوام مینوسی به بازسازی کاخها پرداختند. در سال ۱۴۵۰ پیش از میلاد با زلزله‌ای دیگر، قدرت این تمدن رو به زوال رفت و پس از حمله میسنی‌ها، بدون مقاومت اجازه ورودشان به منطقه کرت را دادند. صدها سال بعد افلاطون در نوشته‌های خود از وجود پادشاهی قدرتمند به نام آتلانتیس نام برده‌است. بر اساس نوشته‌های افلاطون، آتلانتیس جزیره‌ای بوده‌است که در زیر آب فرورفته. برخی معتقدند که ساکنان آتلانتیس همان قوم مینوسی هستند. این تمدن در اوایل قرن بیستم توسط باستان‌شناس انگلیسی، آرتور ایوانز کشف شد. قوم مینوسی به نوبه خود از اولین تمدن‌های اروپا شناخته می‌شود.

## نژاد
مینوسی‌ها ساکنان جزیرهٔ کِرِت یونان بودند. آن‌ها از آسیای کوچک به آن جزیره مهاجرت کرده بودند. فرهنگ و تمدن ایشان آسیایی بود و به خود و تمدن و جزیره‌شان به عنوان آسیایی می‌نگریستند.
مینوسی‌ها هندواروپایی نبودند و ریشهٔ تباری‌اشان نسبت به بقیه تیره‌ها هنوز مشخص نیست اما مهاجرت‌های پیاپی در طول عصر مفرغ باعث استقلال و تنوع جمعیت مینوسی‌ها در سرزمین کرت شد. مصریان باستان و دیگر فرهنگ‌های باستانی خاورمیانه مانند بین‌النهرین، آشور، بابل، میتانی، شام و کنعان، که در آن زمان در نوع خود تمدنهایی پیشرفته بودند را می‌توان به عنوان منبعی برای منشأهای احتمالی جمعیت جامعه مینوی در نظر گرفت. بسیاری از آنچه شهرآیینی و خرد یونانی نام گرفته از آسیایی‌تبارها سرچشمه گرفته بوده‌است.
چند قرن بعد هومر دربارهٔ سرزمین کرت این چنین نوشت:
جمعیت زیادی در آن ساکن است. بیش از آن که بتوان شمرد و حدود نود شهر در آن قرار دارد. همه آن‌ها به یک زبان صحبت نمی‌کنند و زبان‌های مختلفی دارند. آشی‌ها، بومیان کرتی، سیدونی‌ها و دورین‌ها در سه گروه و پلاژین‌ها.— هومر، ایلیاد

## گاهشمار
| متن عنوان         | متن عنوان |
| ----------------- | --- |
| ۲۹۰۰ پیش از میلاد | دوران اولیه تمدن مینوسی، در عصر مفرغ آغاز می‌گردد. مردمان مینوآن ساکن جزیرهٔ کرت، ساختن شهرهای کوچک را شروع می‌کنند. |
| ۲۲۰۰ پیش از میلاد | دوران میانه تمدن مینوآن، آغاز می‌شود. مردم در قصرها گرد می‌آیند و شبکه‌های تجاری خود را گسترش می‌دهند. |
| ۱۷۰۰ پیش از میلاد | قصرهای مینو آن احتمالاً به علت زلزله به شدت صدمه می‌بینند. یک دوره بازسازی گسترده آغاز می‌شود. |
| ۱۶۰۰ پیش از میلاد | صدمات بیشتری به قصرها وارد می‌شود و به دنبال آن بازسازی صورت می‌گیرد. |
| ۱۵۷۵ پیش از میلاد | دوران پایانی تمدن مینوسی‌ها، شروع می‌شود. مردم مینوسی، اقوام ساکن سرزمین یونان را تحت نفوذ خود قرار می‌دهند. |
| ۱۵۵۰ پیش از میلاد | میسنیان، قلمرو و ثروت خود را توسعه می‌دهند. هنگامی که پادشاهان میسن از دنیا می‌رفتند، به همراه گنجینه‌های نفیسی از طلا در گورهای عمیقی به شکل مکعب مستطیل که تخته سنگی بزرگ بر روی آن قرار داده می‌شد، دفن می‌شدند.                                                |
| ۱۴۵۰ پیش از میلاد | یک آتشفشان در جزیره ترا در نزدیکی کرت، فوران می‌کند. احتمالاً این اتفاق، علت سقوط تمدن مینو آن بوده‌است. قصرهای مینو آن به‌وسیله آتش، که توسط آتشفشان ایجاد شده بود، نابود می‌کردند. قوم میسن، از اقوام ساکن سرزمین یونان، به ناسس حمله کرده و آن را اشغال می‌کنند. |
| ۱۲۰۰ پیش از میلاد | جنگ تروا آغاز می‌شود. قوم میسن با اهالی شهر تروا در آسیای صغیر، به جنگ می‌پردازند. |
| ۱۱۰۰ پیش از میلاد | «دوریان‌های» ساکن سرزمین یونان به شهر «میسن» حمله می‌کنند. تمدن میسن رو به زوال می‌گذارد. |

## موقعیت جغرافیایی
کرت یک جزیره کوهستانی با بندرگاههای طبیعی است. نشانه‌های زیادی از خسارت ناشی از زلزله در مناطق مینوسی و همچنین فعالیت دائم پوسته زمین در این جزیره وجود دارد
طبق گفته هومر، کرت نود شهر داشت. با دیدن موقعیت و محل قرارگیری کاخهای کرت، می‌توان گفت که این جزیره به هشت قسمت سیاسی مهم در دوره اوج تمدن مینوآن تقسیم شده بود. در شمال از طریق کاخ کنوسوس، در جنوب از طریق کاخ فایستوس، در قسمت شرقی و مرکزی از طریق کاخ مالیا و کاتوزاکرس و در غرب از طریق کاخ چانیا اداره می‌شده‌است. همچنین کاخهای کوچکتری در نقاط پراکنده جزیره وجود دارند.

## تاریخ اجمالی
باستان شناسان به دلیل نبودن سند کافی، از جمله خط نوشتاری قادر به تاریخ‌گذاری دقیق برای تمدن مینوسی نیستند به همین دلیل از دو سیستم عمده برای تاریخ‌گذاری تمدن مینوسی استفاده می‌کنند. اولین سیستم تاریخ‌گذاری توسط آرتور ایوانز ایجاد شد و بعدها توسط دیگر باستان شناسان اصلاح گردید. طبق این سیستم، تاریخ تمدن مینوسی بر اساس شکل و فرم کوزه‌های کشف شده با کوزه‌های تمدن مصر تطبیق داده شد و بر اساس تاریخ‌نگاری تمدن مصر، دوره‌های تمدن مینوسی نیز به‌طور نسبی کشف گردید. سیستم ایوانز تمدن مینوسی را به سه دوره پیشین، میانه و پسین تقسیم می‌کند.
دومین سیستم تاریخ‌گذاری توسط باستان‌شناس یونانی، نیکولاس پلاتون ایجاد شد. این سیستم بر پایه توسعه و روند معماری مینوسی، که معروفترین آن‌ها کاخهای کنوسوس، فایاتوس و مالیا است ایجاد شده‌است.

### دوره پیشین
عصر مفرغ در جزیره کرت حدود ۲۷۰۰ ق. م آغاز شد. در اواخر هزاره سوم قبل از میلاد برخی از مناطق جزیره به مراکز بازرگانی و صنایع دستی تبدیل شد. با شروع فعالیت بازرگانی طبقات بالاتر اجتماع شروع به رهبری و بسط دادن نفوذ خود کردند.

### دوره میانه
حدود ۱۷۰۰ ق. م یک ویرانی بزرگ در منطقه کرت رخ می‌دهد که دلیل آن می‌تواند احتمالاً به خاطر زلزله شدید یا حمله‌ای از طرف مردم آناتولی باشد. اما هر چه که بود باعث ویرانی کاخهای کنوسوس و دیگر کاخهای منطقه شد. پس از ویرانی مینوسی‌ها شروع به بازسازی کاخها کردند. همچنین جمعیت افزایش پیدا کرد. این دوره را می‌توان راس تمدن مینوآن نامید. می‌توان گفت که در این دوره فرهنگ سرزمین اصلی یونان تحت تأثیر مینوسیان بوده‌است.

### دوره پسین
با فوران کوه آتشفشان ترا در سال ۱۶۰۰ ق. م یکی دیگر از فجایع در این منطقه رخ داد. مینوآن دوباره به بازسازی کاخها می‌کنند اما اینبار بسیار شکوهمندتر و با عملکردی جدید. پایه و اساس کاخهای جدید برای خدمت به پادشاهان ساخته شد.

## جامعه و فرهنگ
شغل اکثر مینوسی‌ها تجارت و بازرگانی به وسیله راه‌های دریایی با دیگر تمدن‌ها از جمله قبرس، مصر، یونان، آناتولی، سوریه و میان‌رودان بود که علاوه بر منافع مالی و اقتصادی، فرهنگ و هنر و عقاید این تمدن‌ها را نیز با خود به کشورشان منتقل می‌کردند. به نظر می‌رسد که دین مینوسی‌ها بر خدایان مؤنث و نوعی مادرسالاری متمرکز بوده.

### دین

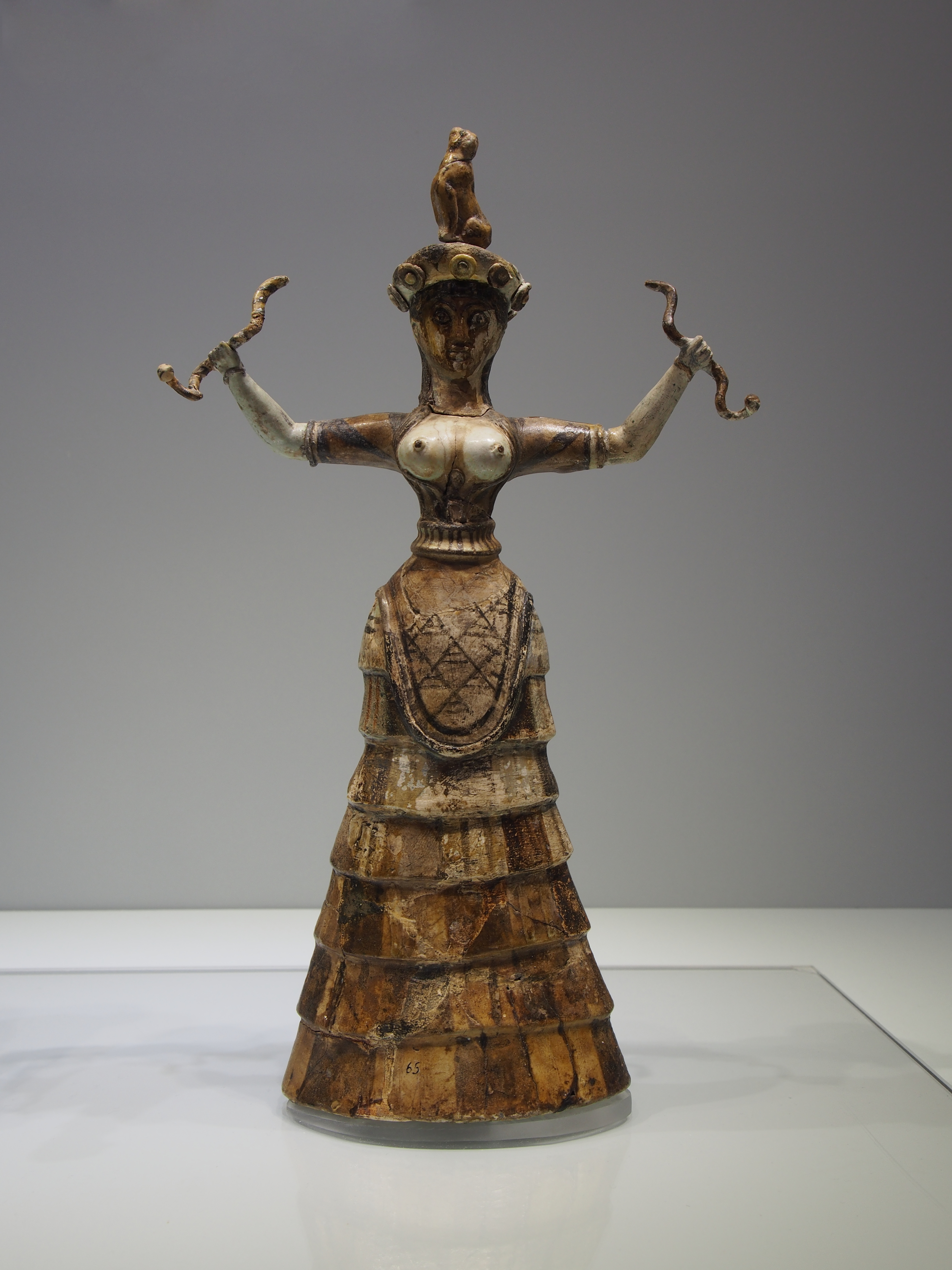
ایزد ماری

مهم‌ترین ایزد اژه مؤنث بود و این ایزدبانو برای مینوسی‌ها مقام مادر کیهانی و نمادی از باروری داشت. این ایزدبانوی بزرگ را در دوره‌های مختلف به صورت لمیده یا ایستاده نشان داده‌اند. گاهی برهنه و گاه همچون زنان کرتی لباس پوشیده‌است. در برخی از مجسمه‌های کوچک کشف شده، این ایزدبانو دو مار، که نماد زندگی است در هر دستش به دست گرفته‌است به همین دلیل آرتور ایوانز به این بانو لقب ایزد ماری را داده‌است. البته این احتمال نیز وجود دارد که این پیکره زن تنها نمونه‌ای از یک نیایشگر باشد. اگرچه اطلاعات بیشتری در رابطه با این پیکره وجود ندارد، اما در دوره یونان، هزیود، شاعر یونانی، در کتاب  تبارنامهٔ ایزدان از الهه‌ای به نام رئا که اهل کرت است سخن به میان آورده که احتمال می‌رود رئا همان ایزدبانوی بزرگ مینوسی‌ها باشد.
در کشفیات کاخ کنوسوس روی بیشتر دیوارها تصویر یا مجسمه گاومیش وجود دارد که می‌تواند نمودی از یک آئین باشد. همچنین با کشف موادی در داخل ریتونهای به شکل سر گاو این احتمال وجود دارد که داخل سر را از مایعی پر کرده و در مراسم آئینی تقدیم می‌کردند.

### زبان
زبان مینوسی یک زبان دسته‌بندی‌نشده، یا شاید چندین زبان نامشخص است که به یک خط نوشته می‌شدند. این زبان با خانواده‌های هندواروپایی، سامی و تیرنی مقایسه شده که همگی بی‌نتیجه مانده‌اند. همچنین پیشنهاد شده این زبان عضوی از خانواده زبان‌های پیش‌هندواروپایی است. چندین سامانه نوشتاری مربوط به دوره مینوسی در کرت کشف شده‌اند که بیشتر آن‌ها در حال حاضر رمزگشایی نشده‌اند.

### خط
با توجه به دو کتیبه به دست آمده در کرت این احتمال می‌رود که مینوسی‌ها با خط هیروگلیف مصری آشنا بودند. این دو کتیبه به نام‌های ا و ب می‌باشند و تنها خط کتیبه ب رمزگشایی شده‌است. این خط شکل پیشاهومری خط یونانی است و مضمون آن‌ها سیاهه‌ها و صورت‌حساب‌های اشیا هستند و کمکی به شناختن حدود فرهنگ مینوسی نمی‌کند.

### مد و پوشش لباس

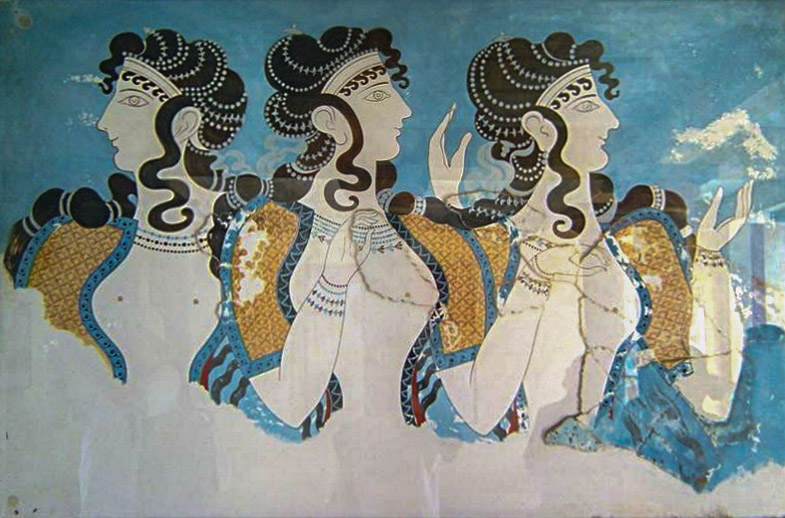
نقاشی فرسکو که سه زن مینوسی را نشان می‌دهد.

مردان مینوسی لُنگی به دور کمر می‌پیچاندند یا دامنی از جنس چرم به تن می‌کردند. زنان مینوسی پیراهنی آستین کوتاه تاکمر همراه با دامنی چند لایه به تن می‌کردند و معمولاً قسمت جلوی لباس تا ناف باز بود و به‌طور کامل سینه‌ها نمایان می‌شد. نقش‌های روی لباس معمولاً از موتیف‌های متقارن هندسی پیروی می‌کرده‌است.

### ظروف
بنظر می‌رسد مینوسی‌ها ابداع کننده ظروف یکبارمصرف بوده‌اند. در دسامبر ۲۰۱۹ (آذر ۱۳۹۸) هزاران جام شراب یکبار مصرف در حفاری‌های انجام شده در یکی از مناطق باستان‌شناسی جزیره یونانی کِرِت و کاخ کنونوس کشف شد. این ظروف سفالی ۳۶۰۰ سال قدمت دارند.

## هنر
یکی از مهم‌ترین هنرهای این تمدن سفال‌گری است و حتی ابداع چرخ کوزه‌گری را، مربوط به این تمدن می‌دانند.
اکثر این کوزه‌ها دهانه‌ای منقاری شکل دارند و بیشتر نقوش آن برگرفته از جانوران دریایی مثل ماهی، دلفین و هشت‌پا است.
تزئینات و نقاشی‌های تالارِ کاخ‌ها نیز به نوبه خود نقش مهمی در هنر مینوسی ایفا می‌کند. شیوه و اسلوب نقاشی‌ها شبیه به شیوه تمدن مصر است ولی از نظر موضوع و فرم کاملاً متفاوت است.

### نقاشی دیواری
بیشترین تزئینات کاخ‌های کنوسوس نقاشی دیواری با تکنیک فرسکو (ماده رنگی معدنی روی گچ خیس) است. بسیاری از آن‌ها در شرایط بد کشف شدند و نقاشی‌دیواری‌هایی که امروز قابل مشاهده هستند حاصل مرمت و بازسازی نمونه‌های قدیمی هستند که ممکن است زیاد قابل اعتماد نباشند. اکثر موضوع‌هایی که در این نقاشی‌دیواری‌ها دیده می‌شود، معمولاً یک واقعه تاریخی یا یک مراسم آئینی را نشان می‌دهند. برای مثال در یک نقاشی دیواری مربوط به دوره دوم مینوسی جمعی از مردم در حال تماشای یک مراسم آئینی هستند و تعداد زیادی سر بدون بدن در بالا و پایین نقاشی کشیده شده‌است. احتمال می‌رود که این نقاشی یک واقعه را نمایش می‌دهد چراکه ساختمانی که در نقاشی کشیده شده‌بود، بعدها در مرکز کاخ کنوسوس کشف شده‌است. در نقاشی‌های مینوسی برای تفکیک جنسیت زنان و مردان از رنگ استفاده می‌شده. به گونه‌ای که زنان با پوستی روشن و مردان با پوستی تیره به نمایش درمی‌آمدند.
علاوه بر موضوعات تاریخی و آئینی بسیاری از نقاشی‌ها دربارهٔ طبیعت هستند که شامل موجودات دریایی می‌شود. علاقه فراوان هنرمندان مینوسی به ترسیم موجودات دریا شاید به دلیل سود فراوانی بوده‌است که توسط دریا به ارمغان می‌بردند و علاوه بر منبع غذایی و اقتصادی، دریا مهم‌ترین راه ارتباطی مینوسی‌ها با دیگر تمدنها بود و می‌توان گفت که دریا یک جنبه مقدس و محترم به‌شمار می‌رفته‌است. در یک نقاشی که به صورت تکه‌تکه و در گودالی کم عمق در کنوسوس پیدا شده، دلفینهای به رنگ آبی و زرد را در برابر پس زمینه‌ای به رنگ آبی روشن و در کنار انواع ماهی نشان می‌دهد که اطراف آن با گیاهان و سنگ‌های دریایی پر شده‌است. این نقاشی به اعتقاد آرتور ایوانز متعلق به اتاق ملکه مگارون بود که بعدها به آنجا انتقال پیدا کرد و بازسازی شد. عناصر ارگانیک و خمیده به این نقاشی دیواری پویایی خاصی بخشیده‌است.

### معماری و کاخ‌سازی

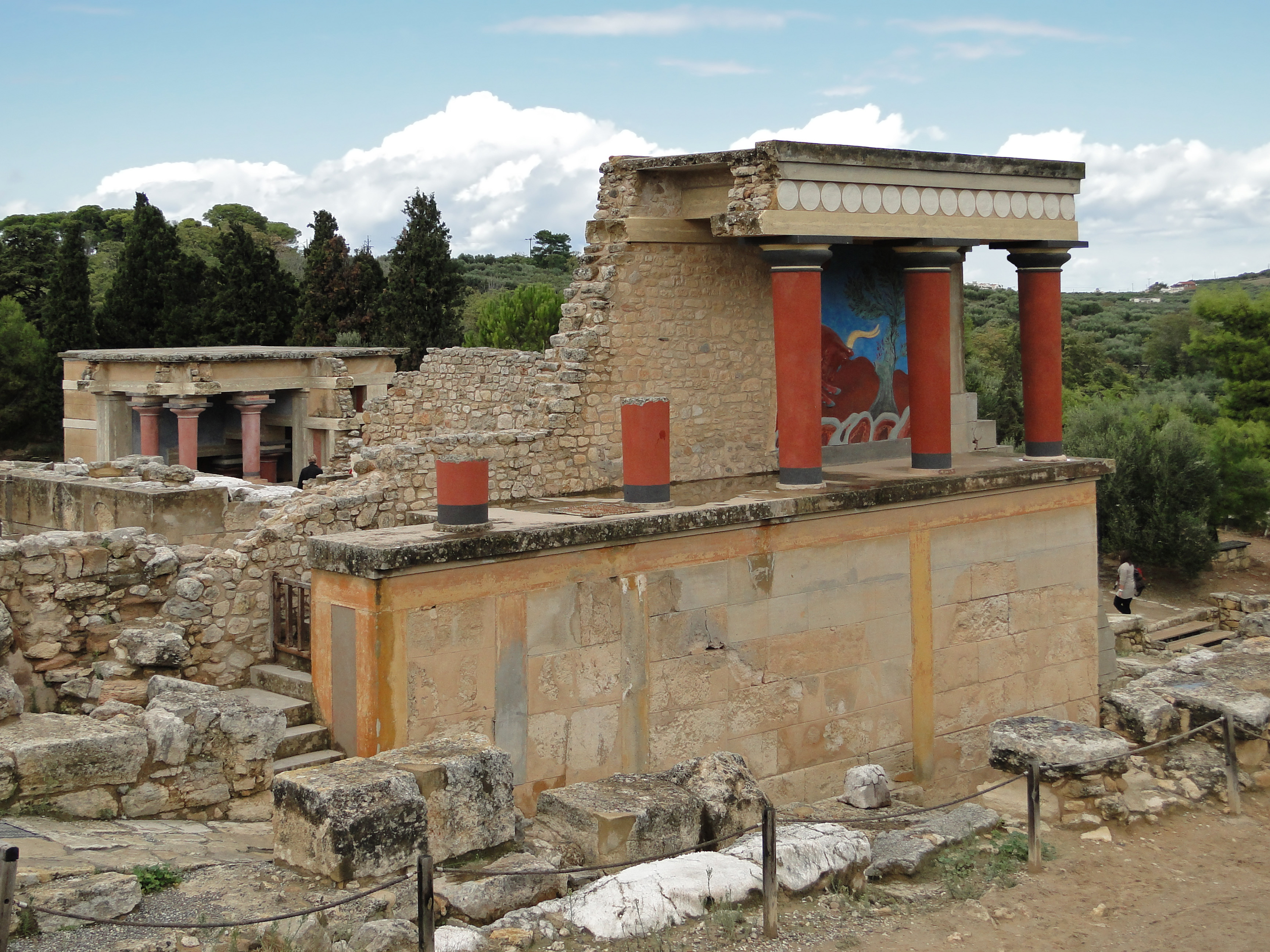
بازمانده کاخ کنوسوس.

از مینوسی‌ها کاخهای پیشرفته‌ای برجا مانده که بیشتر در بخش شرقی جزیرهٔ کرت است. بیشتر کاخ‌های مینوسی در بین سال‌های ۲۲۰۰ پیش از میلاد ساخته شدند. بعد از زلزله‌ای عظیم اکثر کاخ‌ها ویران شدند.
دوره کاخهای «جدید» در فاصله بین سال‌های ۱۶۰۰ و ۱۵۰۰ پیش از میلاد که کاخهای نابود شده، بازسازی شدند و عصر طلایی تمدن کرت بزرگ مغرب زمین را پدیدآورد آغاز شد. بخش اعظم مواد و مصالح باقی‌مانده باستان شناختی مدارک مربوط به عصر بی‌مانند خلاقیت و پیشرفت‌های زودرس هنری به همین دوره مربوط می‌شود، و سال ۱۴۰۰پیش از میلاد پایان آن است.
کاخهای مینوسی در مقایسه با کاخهای آشوری مثل کاخ سارگون دوم در میان‌رودان یا کاخ‌های هخامنشی مثل کاخ آپادانای شوش شباهت نزدیکی دارند اما بسیار ساده‌تر هستند.

#### کاخ کنوسوس
کاخ کنوسوس تنها کاخ بازمانده و نسبتاً سالم مینوسی واقع در کرت می‌باشد. کاشف این مکان، آرتور ایوانز در بین سال‌های ۱۹۰۰ تا ۱۹۳۲ به بازسازی این کاخ با بتونه پرداخت.
این کاخها که بعد از زلزله برای پادشاهان و خدمه ایشان بازسازی شدند، بزرگ، راحت و زیبا بودند و پلکانها و حیاطهای فراوان برای نمایشها، جشنها و مسابقات داشتند. بزرگ‌ترین کاخ از آن میان یعنی کاخ کنوسوس، ساختمانی بی‌نقشه بود که در برابر شیبهای فوقانی و بر بالای تپه‌ای کم ارتفاع در انتهای یک دشت حاصلخیز ساخته شده بود.
زمین حیاط بزرگ مستطیل شکلی که تمام واحدهای کاخ گرداگرد آن ساخته شده‌اند در زمان کاخ کهن تسطیح شده بود و شیوه حلقه زدن ساختمان‌ها به دور آن حکایت از این دارد که نقشه پیشاپیش تهیه نشده بود بلکه چندین هسته مرکزی ساختمانی، همراه با هم رشد می‌کرده‌اند و حیاط مزبور نقش عامل سازمان دهنده اصلی را ایفا می‌کرده‌است. دومین عامل سازمان دهنده دو دالان دراز بوده‌اند. یک دالان شمالی –جنوبی در ضلع غربی حیاط، اتاقهای اداری و تشریفات را از انبارها که محل ذخیره‌سازی شراب، غلات، روغن و عسل در خمرههای بزرگ بوده‌اند جدا می‌کرده‌است.
در ضلع شرقی حیاط، یک دالان شرقی –غربی، تالارهای مخصوص شاه و ملکه و تالارهای پذیرایی (جنوب) را از اتاقهای کارگران و پیشخدمتها (شمال) جدا می‌کند. در گوشه شمال غربی کل مجتمع ساختمان «میدان» یا «محوطه تئاتر» با پلهها در دو طرف –نخستین نسل تئاتر یونان در دوره‌های بعد – دیده می‌شود.
به‌طور کلی هدف از ساخت این کاخ روشن نیست ولی بغرنجی نقشه ساختمانی این کاخ در نظر یونانیان باآیین پرستش تبر دوسر که در اینجا رواج داشت مربوط بوده‌است. شکل پیچ در پیچ راهروها و دالانها یادآور افسانه هزارتویی مینوتار در یونان است. طبق این افسانه مینوتار گاوی نیمه انسان در یک گذرگاه هزار خم بوده‌است که طبق یک قرارداد جوانان آتنی را می‌بلعیده و سرانجام توسط تسئوس کشته می‌شود. احتمالاً افسانه یونانی مربوط به «گذرگاه هزارخم» کرت از همین‌جا گرفته شده‌است. تردیدی نیست که بنای این کاخ حاصل وجود ثروت و سلیقه تجمل طلبی و راحت طلبی بود.

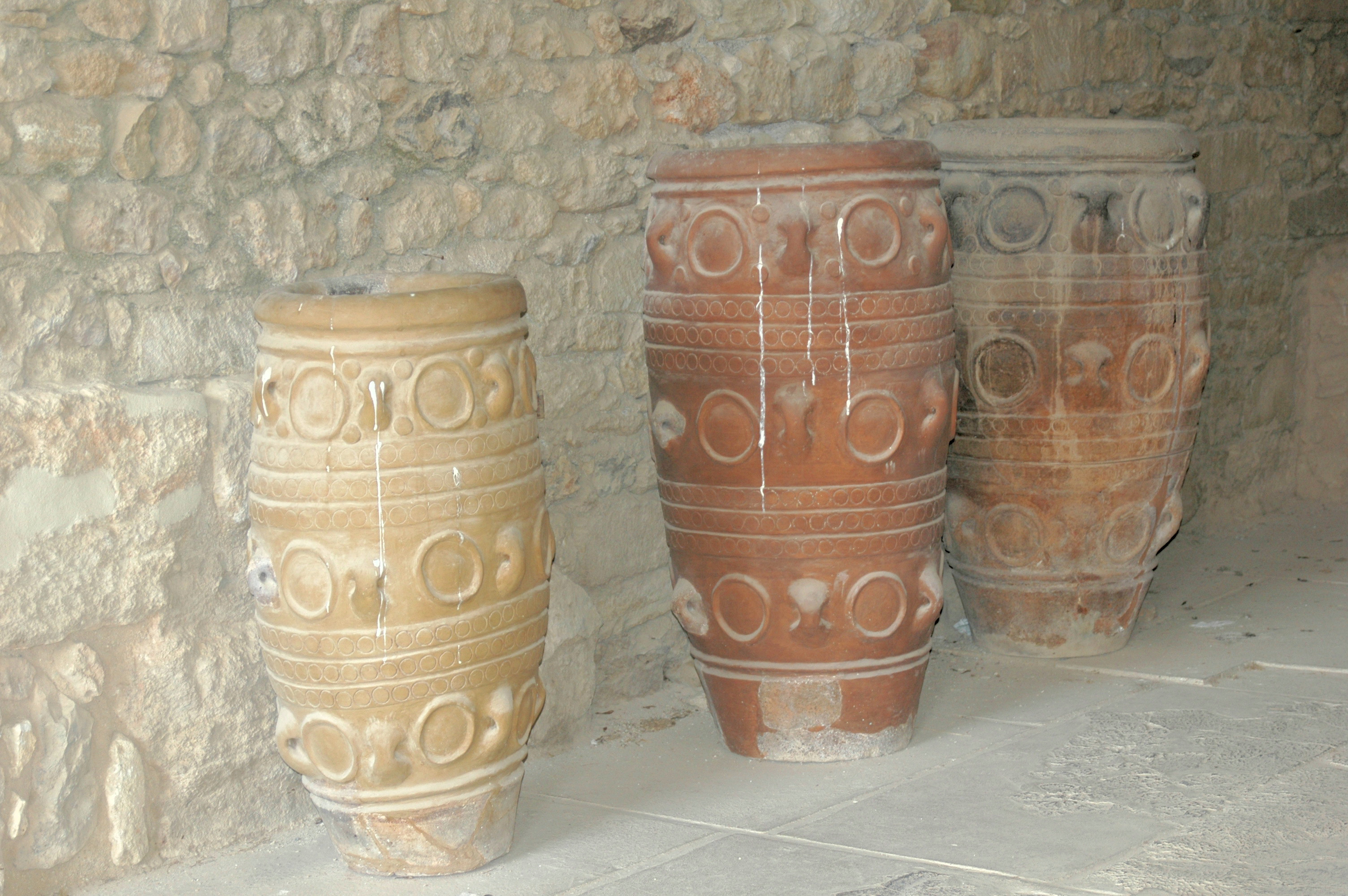
کوزه‌های مخصوص ذخیره غذا در کنوسوس

در زیر کاخ، شبکه کارآمدی برای فاضلاب از لوله‌های سفالی ساخته شده‌است و به همین علت، احتمال زیاد می‌رود که کنوسوس از بهداشتی‌ترین شهرهای جهان تا پیش از سده بیستم بوده باشد. روش ذخیره‌سازی عملی، در انبارهای یال غربی کاخ که تعدادی از خمرهها تا به امروز در جای خود باقی مانده‌اند، به نمایش گذاشته شده‌است.
کف بعضی از اتاق‌ها صاف بود. بقیه اتاق‌ها چال‌های سنگی و دراز داشتند. دیوارها بسیار ضخیم بودند و به احتمال قوی سقفهای این انبارها نیز ضخیم بوده‌اند. برای آنکه داخل انبارها خنک بماند، روی بنای سنگی را با خاک می‌پوشانده‌اند. در بیشتر بخش‌های کاخ، دیوارهای سنگی زمخت بودند و از سنگ‌های نتراشیده‌ای ساخته می‌شدند که در داخل ملات کار گذاشته می‌شدند. از سنگ تراشیده یا قالب سنگ‌های تمام تراش، برای ساختن گوشه‌های ساختمان و دورتادور چارچوبهای در و پنجره استفاده می‌شد. این کاخ سه اشکوب با پلکان‌های داخلی داشت که به گرد روشنایی و هواکش‌های آن ساخته شده بودند و هواکش‌های مزبور نور و هوای لازم را به درون کاخ می‌رساندند.
از ویژگی‌های مشخص‌کننده معماری مینوسی ستونهای آن است، که در آغاز از چوب ساخته شده بودند ولی بعدها با سنگ بازسازی شدند، به اعتقاد امروزیان با بزرگ شدن ستونها از قسمت قاعده و کوچک شدن قطر ستون به سمت پایین باعث بی تناسبی در شکل این ستون‌ها شده‌است. رنگ این ستونها معمولاً قرمز یا سفید هستند. مدرک معتبر دال بر اینکه این ستون‌ها مقدس یا کاربرد مذهبی داشته‌اند این است که بیشتر آن‌ها در مرکز کاخ (قسمت دروازه شیران) ساخته می‌شدند و همچنین لوله‌های مخصوصی در اطراف آن تعبیه می‌شد که کاربرد ساغر ریزی داشته‌اند.

### جواهرآلات
مینوآن در فلزکاری سررشته داشتند و وسایل کاربردی و تزئینی را با دقت بسیار بالایی می‌ساختند که معمولاً جنسشان از مس و طلا بود. گردنبند مهره‌ای، دستبند و زیورآلات برای مو در نقاشی‌های فرسکوی مینوسی‌ها قابل مشاهده است و تعداد زیادی تبرِ دوسر (لابریس) در منطقه کنوسوس کشف شده‌است که نشان‌دهنده پیشرفت این صنعت و هنر در این منطقه است. از معروفترین فلزکاری‌های کشف شده گردن بندهایی با شکل حشره زنبور می‌باشد.

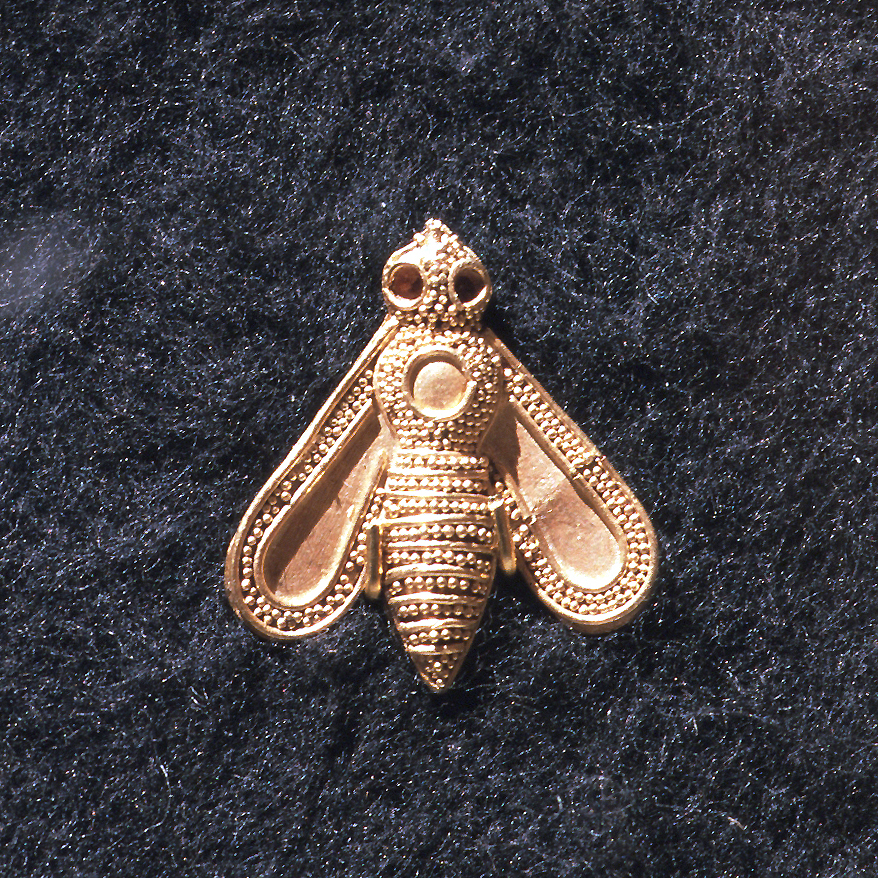
زنبور طلایی، از نمادهای شاخص هنر مینوسی

## نگارخانه

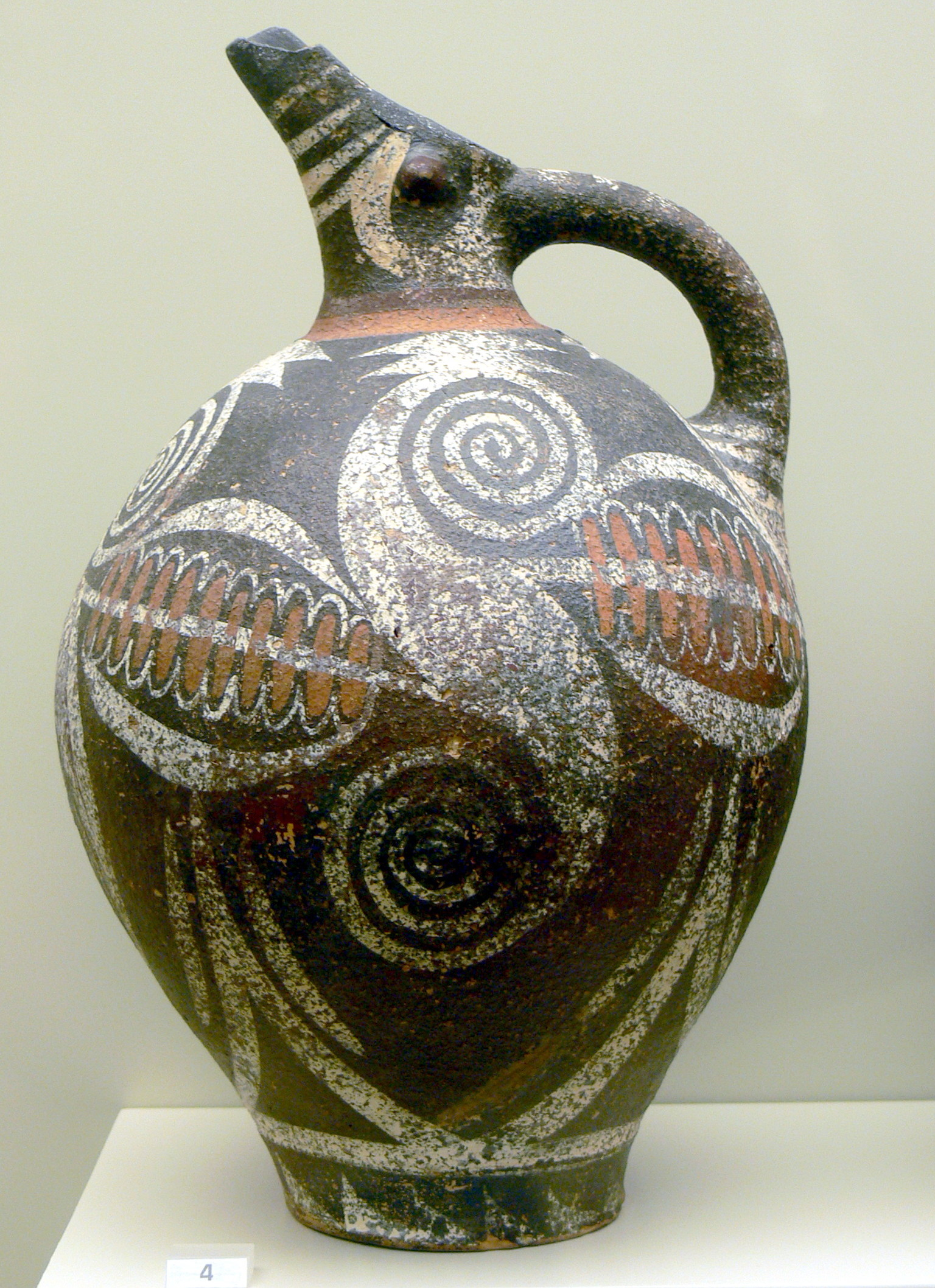
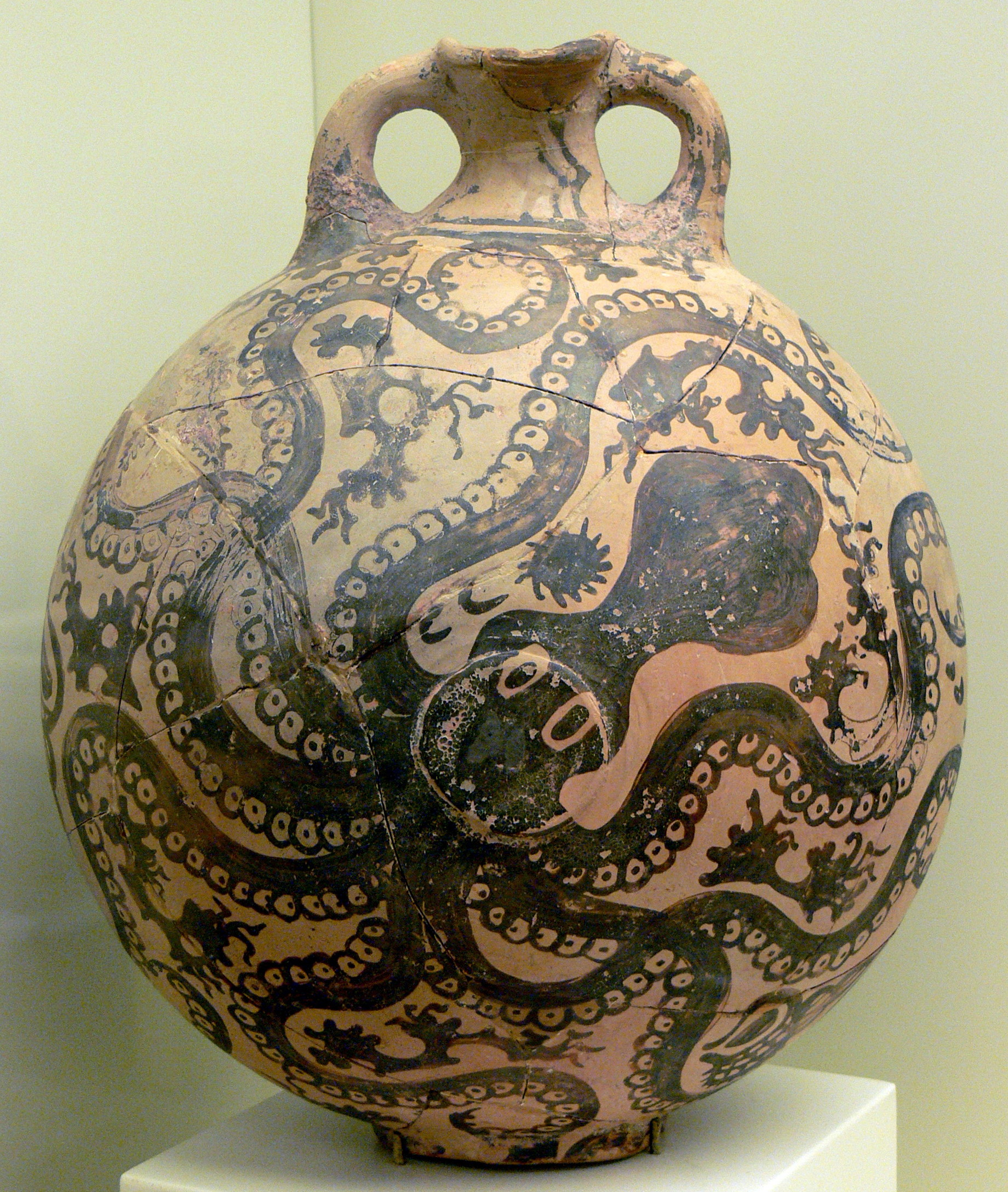
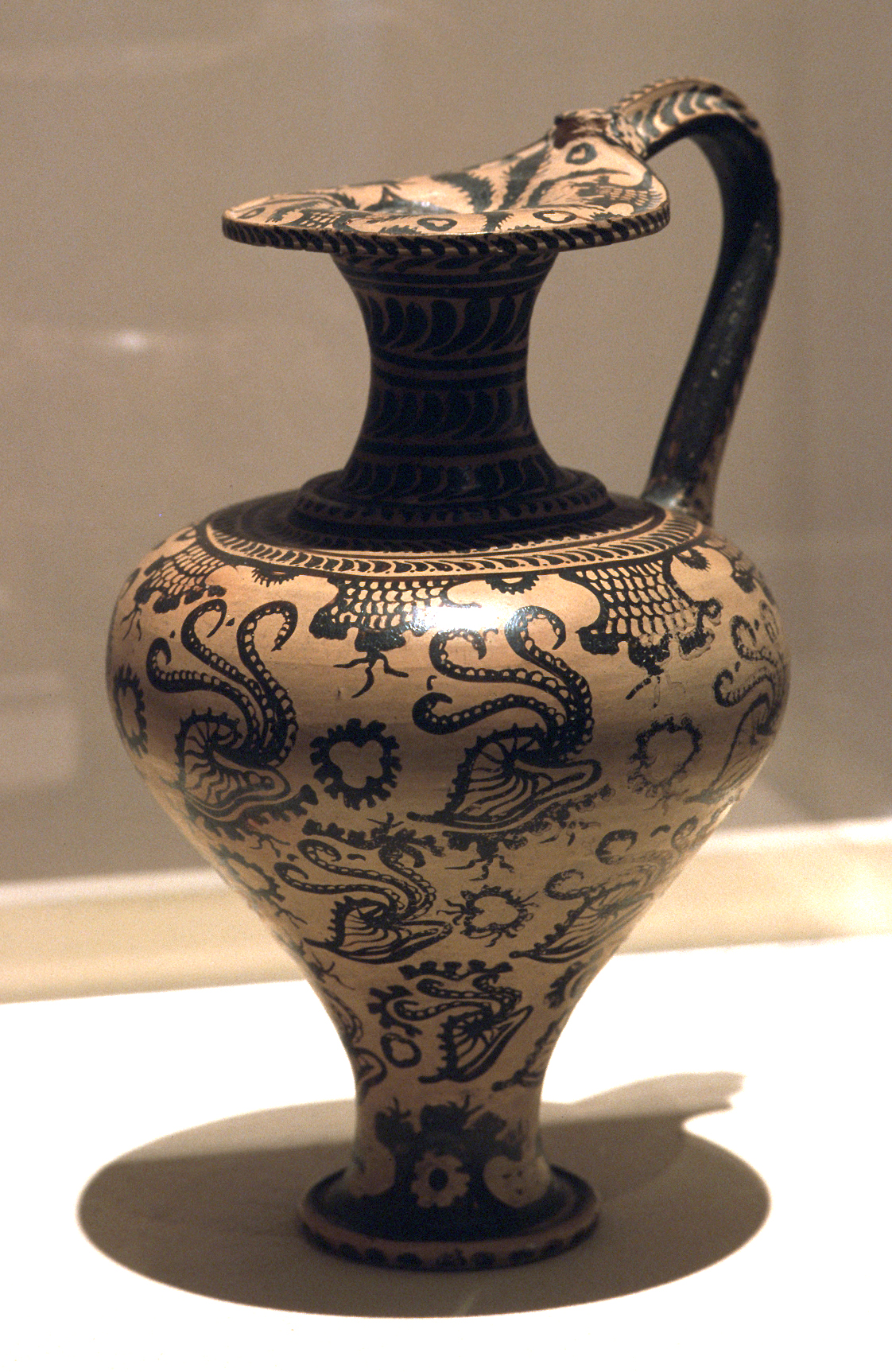
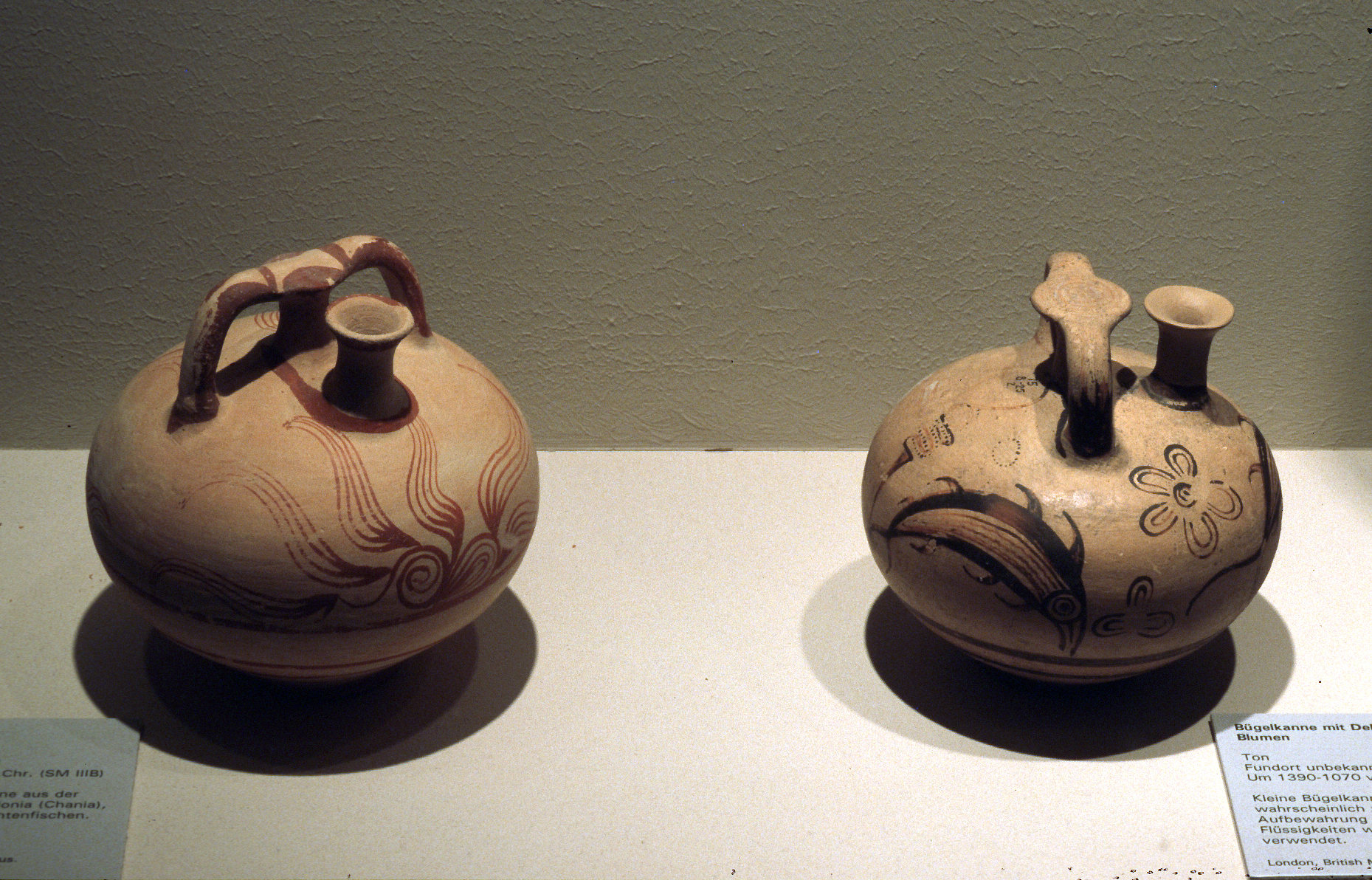
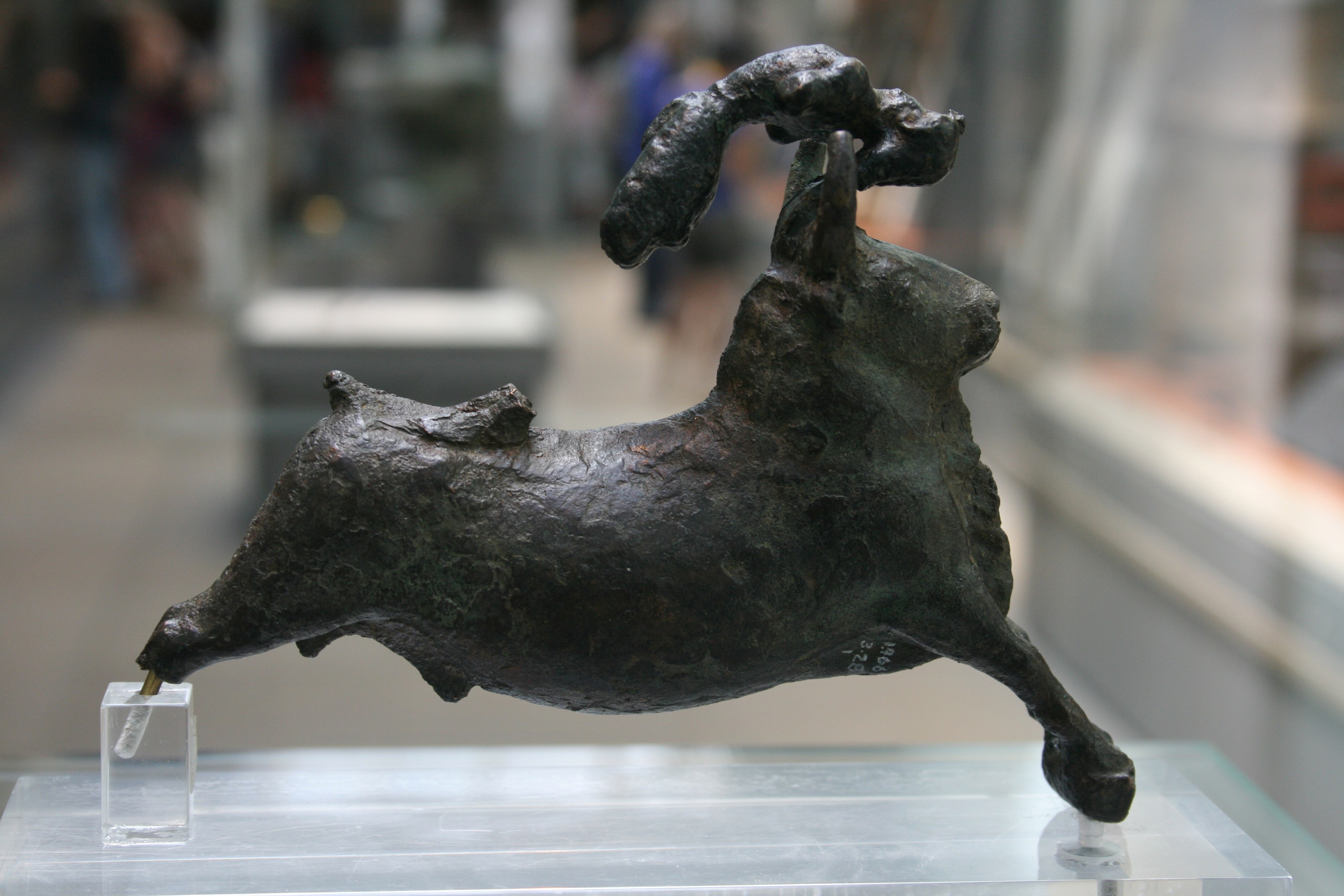
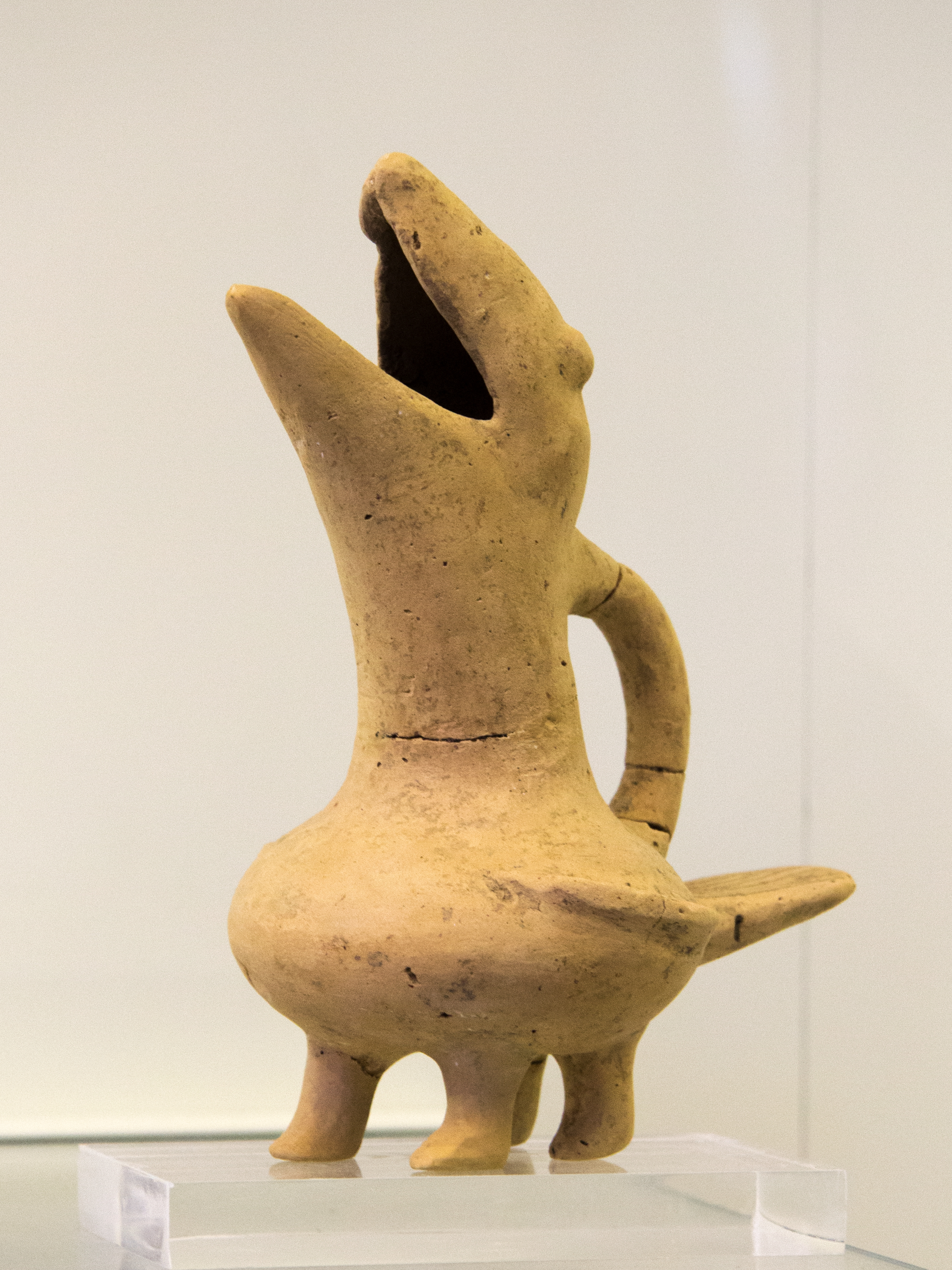